# 哈德良
哈德良（拉丁語：Publius Aelius Traianus Hadrianus Augustus，76年1月24日—138年7月10日），117年–138年在位。他是羅馬帝國安敦寧王朝第三任皇帝，也是「五賢帝」中的第三位。
哈德良出生于一个西班牙裔義大利家庭，父亲是元老院议员，也是图拉真皇帝的表亲。哈德良还没有成为皇帝时，在图拉真妻子普羅蒂娜的授意下，与图拉真的甥孫女薇比亞·薩比娜成婚。普罗提娜和图拉真的密友兼顾问卢修斯·李西尼乌斯·苏拉对哈德良抱有认同。在图拉真死后，普羅蒂娜声称图拉真在死前提名哈德良为皇帝。罗马军方和元老院批准了哈德良的继承权，但四名主要参议员不久后被非法处死。原因在于他们反对哈德良或似乎威胁过他的继承权，元老院认为哈德良对此负责，且从未原谅过他。哈德良放弃了图拉真的扩张主义政策，放弃了在美索不达米亚、亚述、亚美尼亚部分地区获得的领土利益，从而引起精英阶层进一步的不满。哈德良倾向于发展稳定、防御性的边界，以及统一帝国各不相同的民族。他以建造哈德良长城而闻名，并标志着不列颠尼亚的北部边界。
哈德良积极追求自己的帝国理想和个人利益。他几乎访问了帝国的每一个省，陪同他的还有一个由专家和行政人员组成的帝国随从。他鼓励军事纪律，并培养、设计或亲自资助各种宗教学会和建筑项目。在罗马，他重建了万神殿，建造了巨大的维纳斯和罗马神庙。在埃及，他重建了亚历山大神庙。他曾镇压过犹太人的巴爾科赫巴起義，但总体而言他的统治在其他方面是相对和平的。
哈德良的晚年受到慢性病的影响。他认为巴爾科赫巴起義是他泛希腊理想的失败。因遭受过指控与疑似阴谋陷害，他又处决过两個参议员，并激起了元老院进一步的怨恨。婚姻中，他与维比娅过得不幸福，也未与她有任何子嗣。138年，他收养了安敦宁·毕尤，并提名他为继承人，条件是安敦宁收养马可·奥勒留和路奇乌斯·维鲁斯为自己的继承人。安敦宁不顾元老院的反对，将他神化。爱德华·吉本把他列为帝国的“五贤帝”，一个“仁慈的独裁者”；元老院则认为他孤僻而独裁。他被描述为一个神秘而又矛盾的人，有着巨大的个人慷慨和极端残忍，被永不满足的好奇心、自负和野心所驱使。

## 生平
哈德良最为人所知的事迹是兴建哈德良长城，划定罗马帝国在不列颠尼亚的北部国境线。此外，他在罗马城内重建万神庙，并新建维纳斯和罗马神庙。身為罗马皇帝，他倡导人文主义，提倡希腊文化。
哈德良與希臘青年安提諾烏斯擁有同性戀情。安提諾烏斯死後，哈德良皇帝用各種方式緬懷安提諾烏斯，城市以他的名字命名，獎章上刻上了他的畫像，帝國的多處場所樹立起了他的雕像，宣布安提諾烏斯為神，並在比提尼亞、曼提尼亞、阿卡迪亞以及雅典等地建立了多座廟宇，今天的安提諾波利斯市（Antinopolis）就是哈德良在安提諾烏斯溺水的地點所修建的城市。
哈德良生于意大利卡（另一说罗马）的一個富裕意大利裔家庭，是前任君主圖拉真的遠房姻親。事實上，圖拉真從未正式指定繼任人，但據皇后所說，他在嚥氣之前將帝位傳給哈德良。由於皇后對哈德良懷有好感，哈德良的繼任很大可能出於她的安排。
哈德良在统治期间几乎走遍了罗马帝国的每一个行省。他崇尚希腊文化，试图将雅典建设为帝国的文化中心，在雅典城内建设了许多神庙。他通过自己与希腊青年安提诺乌斯的亲密关系来表达自己对希腊的景仰，而这也成为古代最为著名的一段罗曼史之一。哈德良与军队关系密切，时常身着军服，甚至与士兵一同进餐和就寝。他要求更加严苛的军事训练，并利用假警报来保持军队的警惕性。
即位之后哈德良便将图拉真的罗马军队从对美索不达米亚和亚美尼亚的征服战中撤回，还考虑过放弃达基亚。在统治后期他镇压了犹太行省的巴尔科赫巴起义，并将该行省改名为叙利亚-巴勒斯坦。哈德良决意认养安敦宁·毕尤，也要求他将马可·奧理略维鲁斯认养为继承人。安敦宁同意了这一请求，而哈德良也在之后于拜亚去世。

## 早年

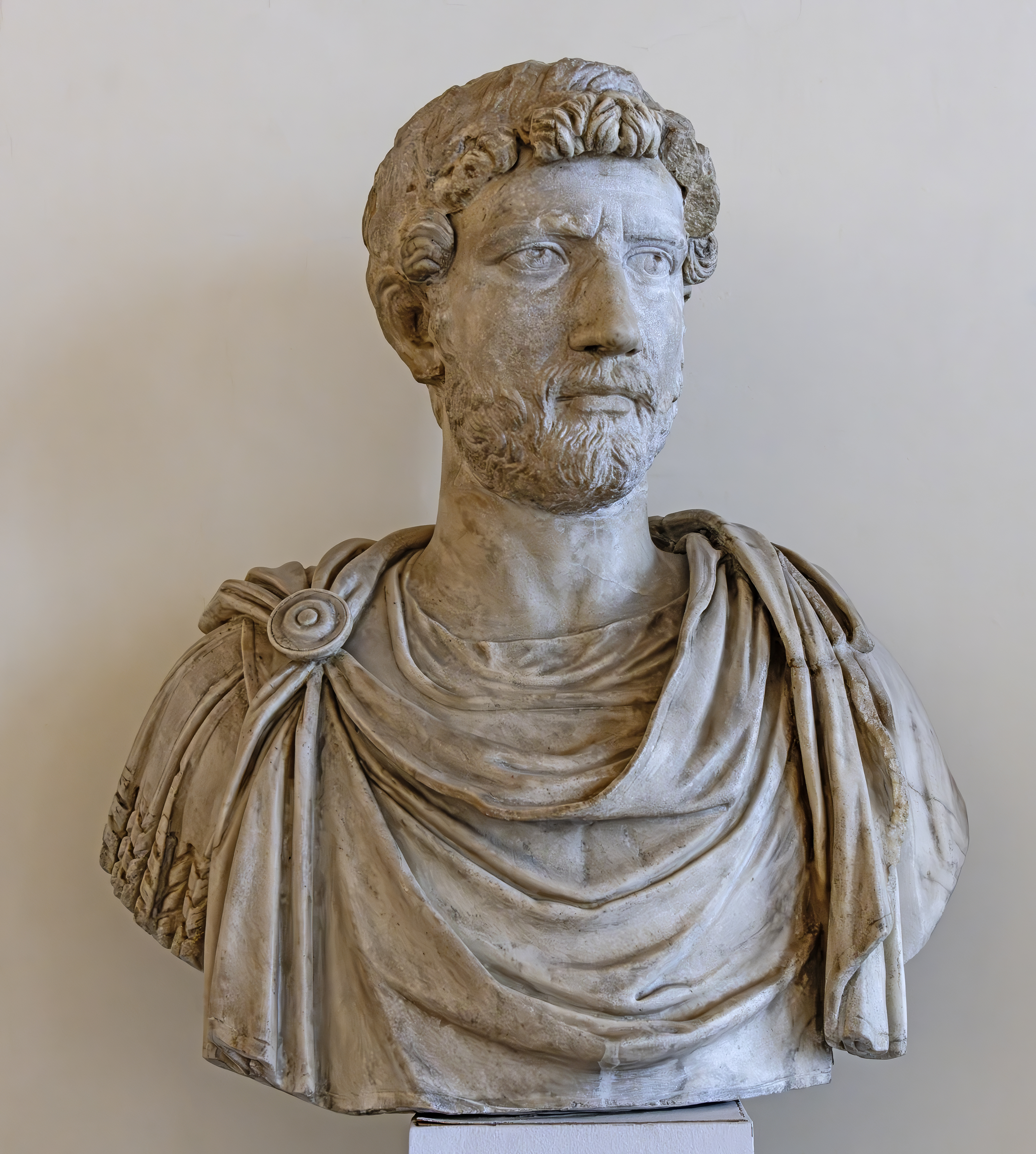
哈德良皇帝

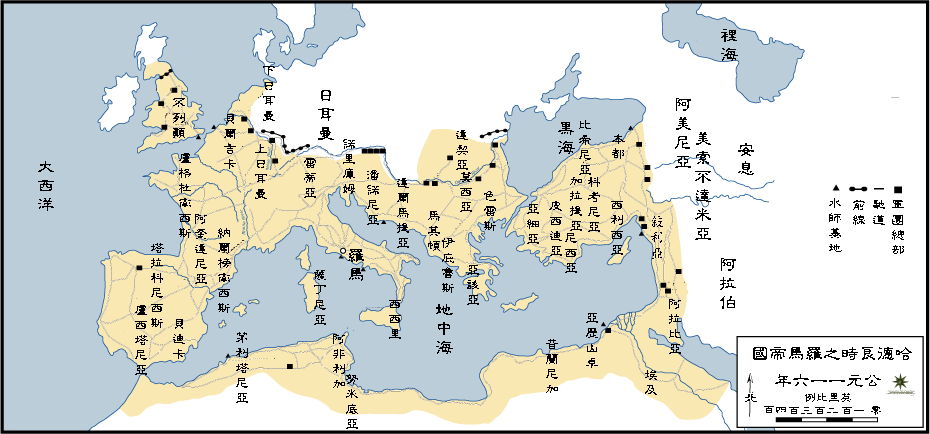
哈德良時期的帝國疆域

哈德良出生于76年1月24日，姑且位于意大利（近现代塞维利亚）伊萨帕尼亚贝缇卡省；他被命名为Publius Aelius Hadrianus。他的父亲是Publius Aelius Hadrianus Afer，一位骑士阶级的元老院成员。哈德良的母亲是多米蒂娅·保利娜（Domitia Paulina），加得一个著名的西班牙裔元老院家族的女儿。他唯一的姐姐是艾莉亚·多米蒂亚·保利娜（Aelia Domitia Paulina）。他的奶妈是一个日耳曼血统的奴隶，后被哈德良释放。
哈德良的父亲大部分时间都在罗马度过。就他后来的职业生涯而言，哈德良最重要的家庭关系是与他父亲的表亲图拉真，图拉真也是元老院成员，在意大利出生和长大。哈德良和图拉真都被认为是——用奥勒留·维克托的话来说——是“异乡人”，“来自外部的人”。
哈德良的父母死于86年，那时他才10岁。图拉真和阿提亚努斯（后为图拉真的护卫队长官）成了他和他姐姐的监护人；14岁时，图拉真把他叫到罗马，安排他继续接受适合年轻罗马贵族的教育。

## 参看
- 哈德良长城
- 古羅馬同性戀
- 安提諾烏斯
- 羅馬浴場 (漫畫)